# Carnet
Carnet är en kommun i departementet Manche i regionen Normandie i norra Frankrike. Kommunen ligger i kantonen Saint-James som tillhör arrondissementet Avranches. År 2018 hade Carnet 497 invånare.

## Befolkningsutveckling
Antalet invånare i kommunen Carnet
| Referens: INSEE |